# 28a Mostra Internacional de Cinema de Venècia
La 28a Mostra Internacional de Cinema de Venècia va tenir lloc del 26 d'agost al 8 de setembre de 1967.

## Jurat
- Alberto Moravia (Itàlia) (president)[2]
- Carlos Fuentes (Mèxic)
- Juan Goytisolo (Espanya)
- Erwin Leiser (Alemanya Oriental)
- Violette Morin (França)
- Susan Sontag (EUA)
- Rostislav Iurenev (URSS)

## Pel·lícules en competició
| Títol original     | Director(s)              | País de producció |
| ------------------ | ------------------------ | ----------------- |
| Lo straniero       | Luchino Visconti         | Itàlia            |
| Dutchman           | Anthony Harvey           | Regne Unit        |
| La Cina è vicina   | Marco Bellocchio         | Itàlia            |
| La Chinoise        | Jean-Luc Godard          | França            |
| Belle de jour      | Luis Buñuel              | Espanya           |
| Útószezon          | Zoltán Fábri             | Hongria           |
| Mahlzeiten         | Edgar Reitz              | Alemanya          |
| Jutro              | Mladomir Puriša Đorđević | Iugoslàvia        |
| Our Mother's House | Jack Clayton             | Regne Unit        |
| Edipo re           | Pier Paolo Pasolini      | Itàlia            |

## Premis
- Lleó d'Or:
  - Belle de jour (Luis Buñuel)
- Premi Especial del Jurat:
  - La Chinoise (Jean-Luc Godard)
  - La Cina è vicina (Marco Bellocchio)
- Copa Volpi:
  - Millor Actor - Ljubiša Samardžić (Jutro)
  - Millor Actriu - Shirley Knight (Dutchman)
- Millor primer treball
  - Mahlzeiten (Edgar Reitz)
- Millor curtmetratge
  - From One to Eight (Hristo Kovachev)
- Premi FIPRESCI 
  - La Cina è vicina (Marco Bellocchio)
  - Hairyō tsuma shimatsu (Masaki Kobayashi)
- Premi OCIC 
  - O Salto (Christian de Chalonge)
- Premi Pasinetti 
  - Belle de jour (Luis Buñuel)
  - Seccions paral·leles - Mouchette (Robert Bresson)
- Timó Daurat
  - Il padre di famiglia (Nanni Loy)